# Bradford Bulls
Il Bradford Bulls Rugby League Club è una squadra professionistica britannica di rugby a 13 con sede a Bradford (West Yorkshire).
Affliliata alla Rugby Football League inglese, disputa annualmente il Super League, campionato professionistico britannico e francese di rugby a 13.
Il club attuale è nato nel 1907 per scissione dal Bradford F.C. (oggi noto come Bradford Park Avenue AFC, club calcistico cittadino).
Tra le squadre più vittoriose del Regno Unito, vanta la vittoria in tutti i titoli maggiori del rugby a 13 europeo: Challenge Cup, Super League e World Club Challenge.
Disputa le sue gare interne all'Odsal Stadium di Bradford, capace di più di 27 000 posti.

## Colori sociali
La divisa ufficiale è bianca con strisce rosse, nere e ambra.

## Giocatori celebri
Tra i suoi giocatori più importanti figura Keith Mumby, che ha totalizzato ben 1985 punti nella sua carriera in squadra, secondo soltanto a Paul Deacon, con 2306 punti.